# طاهر داور
محمد طاهر خان داور (بالأردوية: طاہر داوڑ)‏؛ (بالبشتوية: طاهر داوړ)‏ ضابط شرطة باكستاني وشاعر بشتوني اختُطف في إسلام آباد في 26 أكتوبر 2018، ثم عُذب وقُتل. عُثر على جثته في 13 نوفمبر 2018 من قبل السكان المحليين في ولاية ننكرهار في أفغانستان. كشف تقرير تشريح الجثة أنه لم يكن لديه علامات إصابة بالرصاص ولكنه قتل بسبب التعذيب المفرط أثناء الأسر. وظل جائعًا وعطشًا لعدة أيام، وكسرت ساقيه وذراعيه. ومات قبل أيام قليلة من العثور على جثته.
وأعرب بعض المسؤولين الباكستانيين بمن فيهم المتحدث باسم الجيش الباكستاني اللواء آصف غفور عن مخاوفهم من احتمال تورط أيدي أجنبية وراء الجريمة. وشكلت الحكومة فريق تحقيق مشترك للتحقيق في جريمة القتل. بينما رفضت عائلة طاهر وحركة بشتون تحفظ فريق التحقيق هذا، وطالبت بالتحقيق في جريمة القتل بدلاً من ذلك من خلال لجنة دولية، لأن القضية تتعلق ببلدين. كما اتهمت الأسرة الحكومة الباكستانية بعدم بذل جهود جادة لاستعادة طاهر أثناء اختفائه لأكثر من أسبوعين.